# Resultados do Carnaval de Belém em 2016
Resultados do Carnaval de Belém em 2016.

## Escolas de samba

### 1º Grupo
- 1° lugar - Associação Carnavalesca Bole Bole – 198,3

- 2° lugar - Piratas da Batucada – 198,1

- 3° lugar - Império De Samba Quem São Eles – 198,1

- 4° lugar - Rancho Não Posso Me Amofiná – 197,3 (Perdeu 2 Pts)

- 5° lugar - Xodó da Nega – 196,6

- 6° lugar - A Grande Família  – 196,6

- 7° lugar - Matinha – 195,7 (Perdeu 2 PTs)

- 8° lugar - Mocidade Unida do Benguí – 193,1

### 2º Grupo
- ° lugar - Deixa Falar – 198,3 (1° lugar)

- ° lugar - Império Pedreirense  – 197,8 (2° lugar)

- ° lugar - Unidos da Osvaldo – 195,6 (3° lugar)

- ° lugar - Os Colibris – 194,2

- ° lugar - Alegria-Alegria – 193,7

- ° lugar - Habitat do Boto – 192,6

- ° lugar - Mocidade Botafoguense – 192,5

- ° lugar - Embaixadores Azulinos – 190,5

- ° lugar - Rosa da Terra Firme – 187,5

### 3º Grupo
- ° lugar - Cacareco – 198,0 (1° lugar)

- ° lugar - Império da Alegria – 197,7 (2° lugar)

- ° lugar - Caprichosos da Cidade Nova – 193,3 (3° lugar)

- ° lugar - Nova Mangueira – 193,3

- ° lugar - Parangolé do Samba – 191,4

- ° lugar - Rosa de Ouro – 190,0

- ° lugar - Aquarela Brasileira – 188,2

- ° lugar - União Montenegrense – 187,5

- ° lugar - Paixão Rubro Negro – 183,0

- ° lugar - Portela – 182,0

## Blocos

### 1º Grupo
- 1° lugar - Império Jurunense – 99,4 (1° lugar)

- 2° lugar - Mexe-Mexe – 98,7 (2° lugar)

- 3° lugar - Chupicopico – 97,2 (3° lugar)

- 4° lugar - Sapo Muiraquitã – 96,0

- 5° lugar - Encantos do Pará – 95,1

- 6° lugar - Estrela Reluzente – 95,0

- 7° lugar - Unidos da Pedreira – 94,4

- 8° lugar - Acadêmicos da Terra Firme – 93,7

### 2º Grupo
- 1° lugar - Mocidade Unida do Umarizal – 95,5 (1° lugar)
- 2° lugar - Quem é Quem na Folia – 94,9 (2° lugar)
- 3° lugar - Cheiro Cheiroso – 94,2 (3° lugar)
- 4° lugar - Estação Terceira – 93,5
- 5° lugar - Mocidade Independente do Samba - 93,5
- 6° lugar - Mocidade Alegrense da Pedreira – 70,4